# Wildparkstadion
El Wildparkstadion, por razones de patrocinio llamado BBBank Wildpark, es un estadio de fútbol de la ciudad de Karlsruhe, Alemania. Allí juega sus partidos como local el Karlsruher SC.

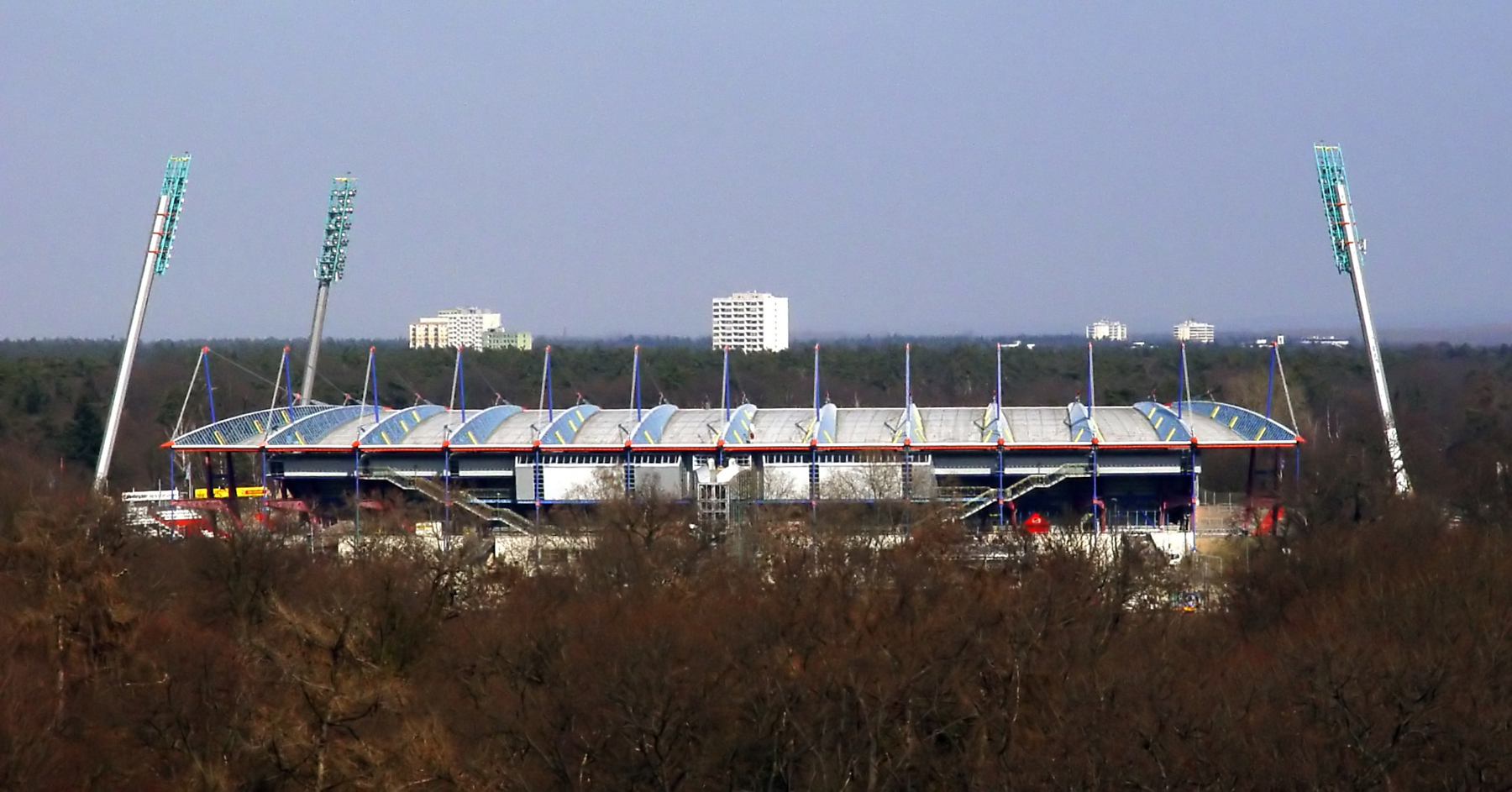
Vista alejada del antiguo estadio.

| Predecesor: Crystal Palace National Sports Centre Londres 1985 | Estadio Mundial Karlsruhe 1989 | Sucesor: Cars Jeans Stadion La Haya 1993 |